# جولای طلایی شرقی
جولای طلایی شرقی (نام علمی: Ploceus subaureus) نام یک گونه از سرده جولاها است.